# Leucophora johnsoni
Leucophora johnsoni este o specie de muște din genul Leucophora, familia Anthomyiidae. A fost descrisă pentru prima dată de Stein în anul 1898. Conform Catalogue of Life specia Leucophora johnsoni nu are subspecii cunoscute.